# Astraptes
Astraptes este un gen de fluturi din familia Hesperiidae, subfamilia Eudaminae. Speciile sunt întâlnite în ecozonele nearctice și neotropice.

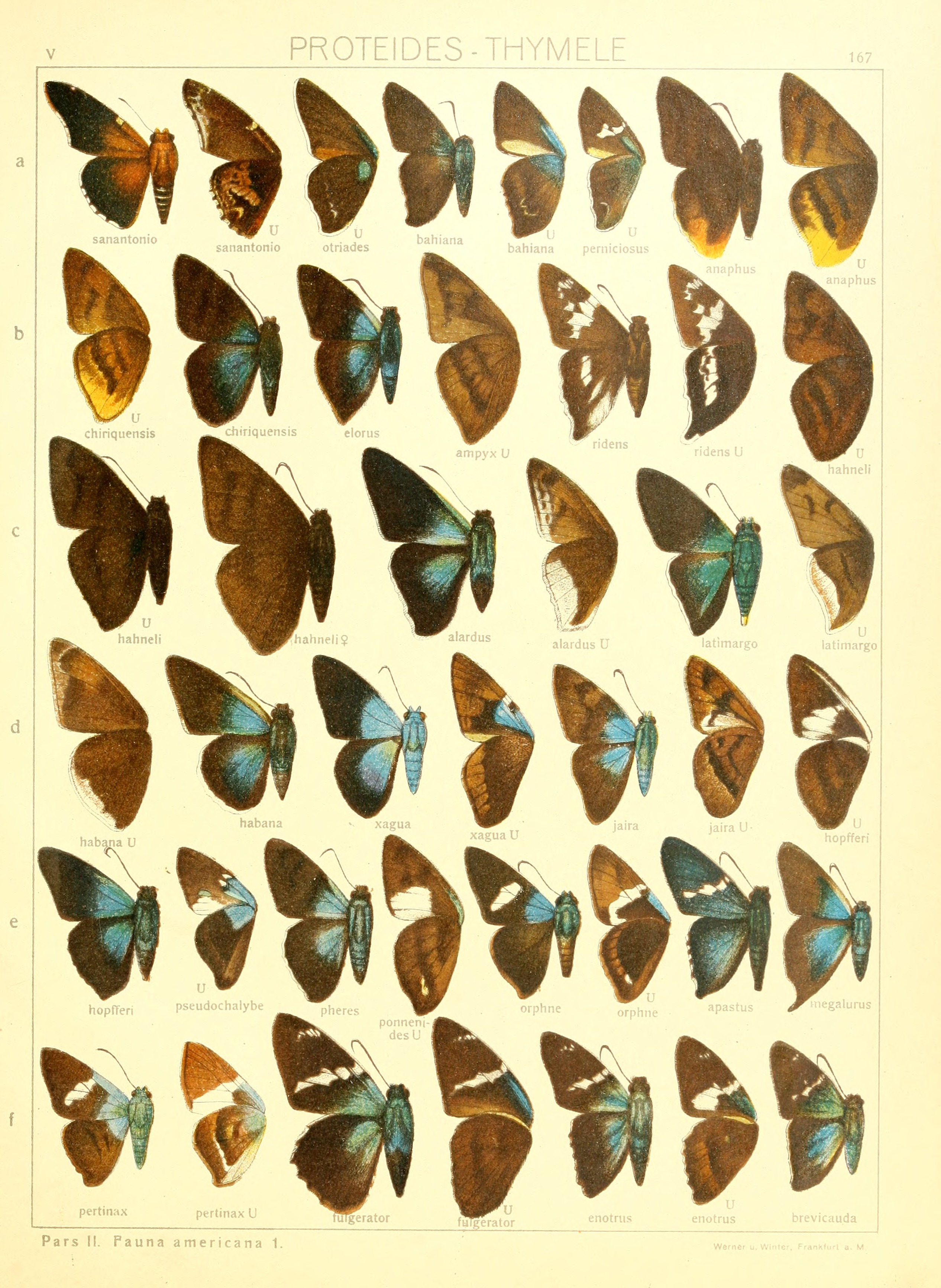
Astraptes şi genuri apropiate în Seitz, Macrolepidopera of the World

## Specii
Genul cuprind următoarele specii principale: 
- Astraptes alardus
- Astraptes alector
- Astraptes anaphus
- Astraptes egregius
- Astraptes fulgerator